# یویوان
یویوان (انگلیسی: Yuyuan) شرکت املاک و مستغلات چینی است، که در سال ۱۹۸۷ تأسیس شد و هم‌اکنون از شرکت‌های زیرمجموعه گروه فوسان می‌باشد.